# ایویند جانسون
ایویند جانسون (انگلیسی:Eyvind Johnson) (زاده ۲۹ ژوئیه ۱۹۰۰ – درگذشته ۲۵ اوت ۱۹۷۶) نویسنده برجسته متولد کشور سوئد بود که به همراه هاری مارتینسون موفق به اخذ جایزه نوبل ادبیات در سال ۱۹۷۴ شد. از آنجایی که او و هاری مارتینسون هر دو عضو آکادمی نوبل سوئد بودند، جایزۀ مشترک آنها بحث‌های  فراوانی را به همراه داشت. این جایزه در حالی به آنها اهدا شد که ولادیمیر نابوکوف، گراهام گرین، سال بلو و خورخه لوئیس بورخس نیز در آن سال کاندیدا دریافت بودند.
ایویند جانسون در سن ۷۶ سالگی در ۲۵ اوت ۱۹۷۶ در استکهلم سوئد چشم از جهان فروبست.